# Mezzi Andreossi

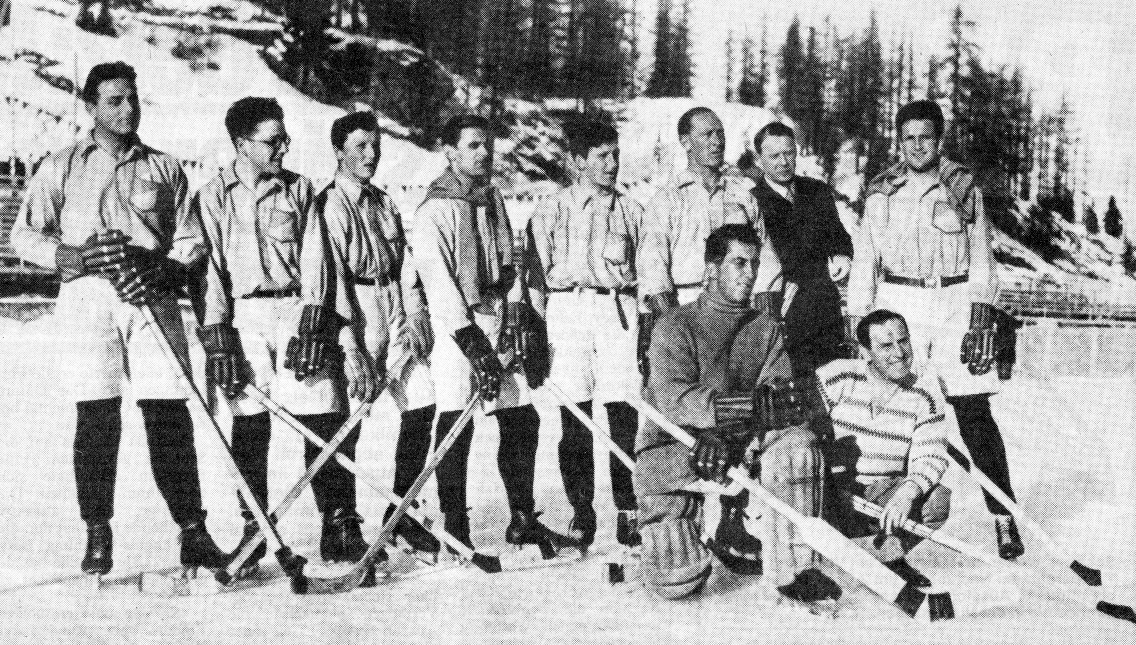
Mezzi Andreossi, sechster von links

Murezzan «Mezzi» Andreossi (* 30. Juni 1897 in St. Moritz; † 28. September 1958 ebenda) war ein Schweizer Eishockeyspieler. Sein Bruder Gian Andreossi war ebenfalls Schweizer Nationalspieler.

## Karriere
Mezzi Andreossi nahm für die Schweizer Nationalmannschaft an den Olympischen Winterspielen 1928 in St. Moritz teil. Mit seinem Team gewann er die Bronzemedaille. Er selbst kam im Turnierverlauf in zwei Spielen zum Einsatz. Zuvor hatte er bereits bei den Europameisterschaften 1922 und 1924 die Bronzemedaille sowie bei der Europameisterschaft 1926 die Goldmedaille gewonnen. Auf Vereinsebene spielte er für den EHC St. Moritz.

## Erfolge und Auszeichnungen
- 1922 Bronzemedaille bei der Europameisterschaft
- 1924 Bronzemedaille bei der Europameisterschaft
- 1926 Goldmedaille bei der Europameisterschaft
- 1928 Bronzemedaille bei den Olympischen Winterspielen